# Blé Marquis

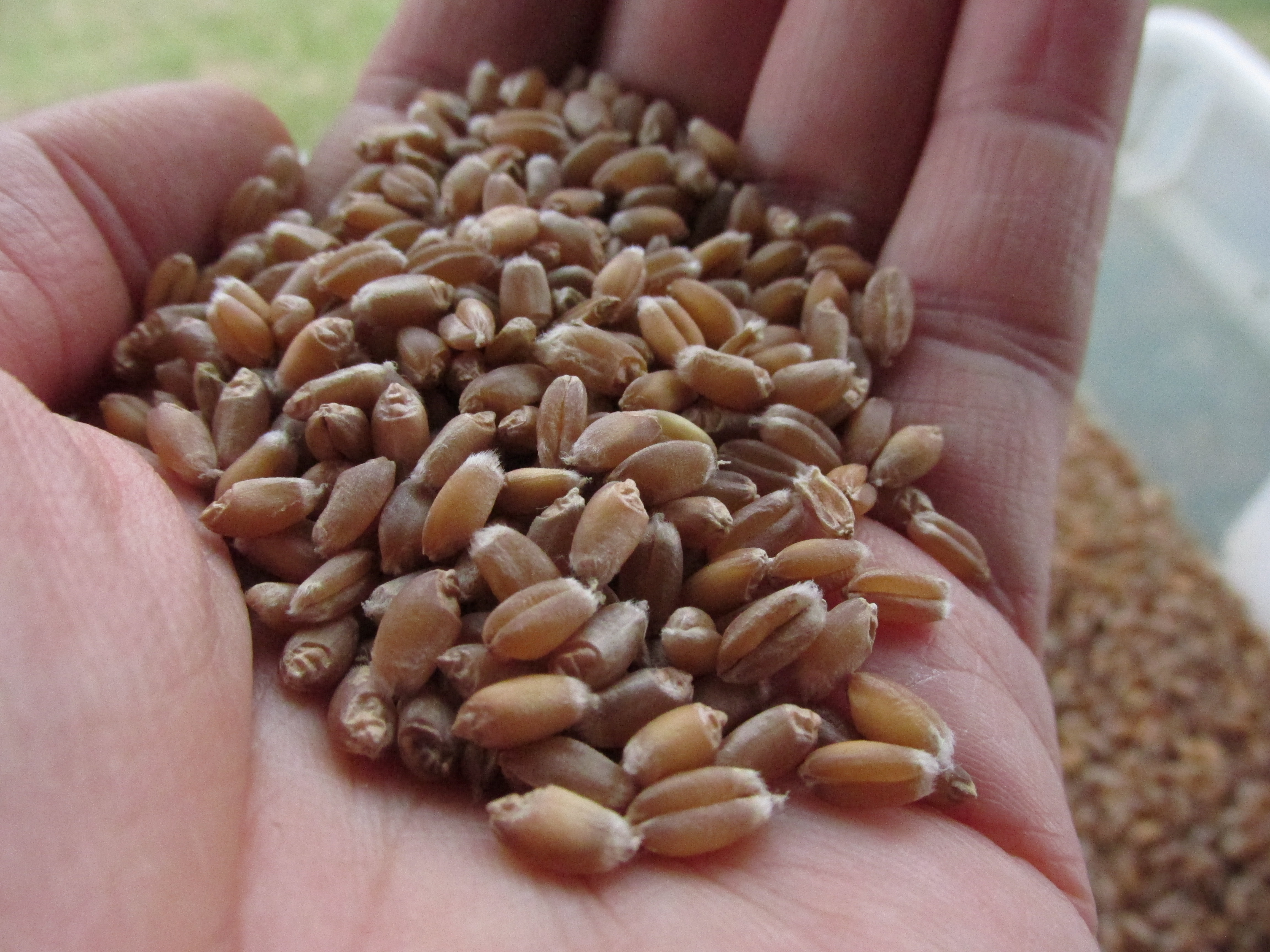
Grains de blé 'Marquis'.

Le blé 'Marquis'', est un cultivar de blé de printemps qui a été utilisé à très grande échelle au Canada et aux États-Unis au début du XXe siècle et qui est resté dominant jusqu'aux années 1930. Il a été découvert par hybridation en 1904.

## Histoire
En 1904, Charles E. Saunders, devenu directeur de la recherche canadienne sur les céréales, découvre une nouvelle variété de blé de printemps , bientôt dénommée 'Marquis', issue d'un croisement entre le blé 'Hard Red Calcutta' et le blé 'Red Fife'. Ce croisement a probablement été réalisé en 1892 à la ferme expérimentale d'Agassiz, en Colombie-Britannique, mais sous-utilisé. Il diffère du blé 'Red Fife', par sa tige plus courte, qui ne verse pas, et son grain plus trapu. Mûr 3 à 4 jours avant la plupart des variétés de blé 'Red Fife', il a un bien meilleur rendement que le blé 'Hard Red Calcutta'.
En 1908, cette céréale est expédiée à la ferme expérimentale de Brandon, dans le Manitoba, et au printemps 1909, sa distribution commence : 400 échantillons sont expédiés à des fermiers, en Saskatchewan, Manitoba, Alberta, Ontario et au Québec, et même à Kamloops, en Colombie-Britannique, puis aux États-Unis. Le blé 'Marquis' attire l'attention par la qualité exceptionnelle de son grain et de sa farine, sa précocité (plusieurs jours avant le blé 'Red Fife'), et son rendement élevé. Le ministère canadien de l'agriculture considère que l'introduction du blé 'Marquis' fut son plus grand triomphe pratique.
En 1912, le Dakota du Nord importe pour la première fois plusieurs wagons de blé 'Marquis'. À Minneapolis, les meuniers remarquent immédiatement ses excellentes qualités meunières et boulangères. La meunerie Toddy Russel Miller, de Minneapolis, commande 100 000 boisseaux (environ 2 500 tonnes). À l'automne 1913, c'est au tour de l'Angus Mackay Farm Seed Company, d'Indian Head, près de Regina. La société nomme le professeur H. L. Bolly, commissaire des grains du Dakota du Nord, pour inspecter les champs. En 1914, un demi-million d'acres américains (environ 200 000 hectares) sont cultivées en blé 'Marquis', produisant une récolte de 7 millions de boisseaux (environ 180 000 tonnes), dont 3,36 millions (environ 85 000 tonnes) pour les Minnesota et Dakota du Nord, tandis que Montana, Iowa, Nebraska, Dakota du Sud et l'État de Washington se partagent le reste. Rapidement, le blé 'Marquis' remplace toutes les variétés de printemps cultivées et même certaines variétés d'hiver. Il est semé dans la moitié des champs américains et 80 % des champs canadiens en 1917, lorsque ces deux pays font un énorme effort de production pour pallier la baisse de près d'un tiers de la production mondiale de blé causée par la Première Guerre mondiale.